# Vidoje Žarković
Vidoje Žarković (Nedajno kod Plužina, 10. lipnja 1927. – Beograd, 29. rujna 2000.), crnogorski komunist, sudionik Drugog svjetskog rata u partizanima, jugoslavenski partijski i politički djelatnik. Glavni tajnik Saveza komunista Jugoslavije od 25. lipnja 1985. do 29. lipnja 1986.
- tajnik Centralnog komiteta Saveza komunista Crne Gore
- predsjednik Izvršnog vijeća SR Crne Gore od 1967. do 1969.
- predsjednik Narodne skupštine SR Crne Gore od 1969. do 1974.
- član Predsjedništva SFRJ
- predsjednik CK SK Crne Gore 1984.
- glavni tajnik SKJ 1985. – 1986.

U siječnju 1989. posle pada crnogorskog političkog rukovodstva podnio je ostavku na mjesto člana Predsjedništva CK SKJ.